# Hazlehurst, Mississippi
Hazlehurst är administrativ huvudort i Copiah County i Mississippi. Orten har fått sitt namn efter järnvägsingenjören George Hazlehurst. Enligt 2010 års folkräkning hade Hazlehurst 4 009 invånare.

## Kända personer från Hazlehurst
- Robert Johnson, musiker